# John Shearman
Pour les articles homonymes, voir Shearman.
John Kinder Gowran Shearman, (prononcé "Sherman" ), né le 24 juin 1931 et mort le 11 août 2003, est un historien de l'art anglais qui enseigne également en Amérique. Spécialiste de la peinture de la Renaissance italienne, décrit par son collègue James Sloss Ackerman comme « le plus grand spécialiste de la peinture de la Renaissance italienne », il publie plusieurs ouvrages influents, mais dont le livre majeur attendu sur la peinture du Quattrocento, pour la série Penguin/Yale History of Art (commandé en 1984, et toujours en rupture de série en 2019), n'est jamais paru. Cependant, ce qui est largement reconnu comme son livre le plus influent, sur le concept de maniérisme, publié en 1967, est toujours en cours d'impression,
.

## Biographie

### Jeunesse et éducation
Né en 1931 de Charles E. G. Shearman, un brigadier de l'armée britannique, et d'Evelyn Shearman (née White) à Aldershot, Hampshire, John Shearman fait ses études dans le Surrey, à la St Edmund's School, Hindhead, et à la Felsted School dans l'Essex. Après avoir effectué son service national de deux ans en Allemagne, il s'inscrit en 1951 à l'Institut Courtauld, à l'invitation de Samuel Courtauld, qu'il a rencontré lors d'un voyage scolaire à Londres ; l'intérêt de John Shearman pour l'art et l'architecture a été stimulé par son père, un artiste amateur passionné, et par son grand-père, Ernest Charles Shearman, un architecte ecclésiastique britannique respecté. Sa thèse de doctorat, intitulée Developments in the Use of Colour in Tuscan Paintings of the Early 16th Century, est supervisée par l'éminent historien de l'art Johannes Wilde (en), à qui Shearman dédie ensuite son livre sur Andrea del Sarto en 1965,.

### Carrière
John Shearman reste à Courtauld après avoir terminé ses études, tout d'abord comme chargé de cours, puis il devient membre de l'Institute for Advanced Study de l'université de Princeton à partir de 1964, puis lecteur à Courtauld à partir de 1967, et directeur adjoint de 1974 à 1979. Il espère obtenir le poste de directeur de  Courtauld lors du départ à la retraite d'Anthony Blunt en 1974, mais sa candidature n'est pas retenue; le poste est attribué au médiéviste Peter Lasko (en), qui a une expérience administrative, bien que certains pensent que c'est l'association étroite de Shearman avec Blunt, déjà en perte de vitesse, qui a contrecarré cette aspiration. Pendant son séjour à la Courtauld, il fournit des photographies à la Conway Library, dont les archives, constituées principalement d'images d'architecture, sont en cours de numérisation dans le cadre du projet Courtauld Connects. Après sa mort, sa bibliothèque, qui contient d'importantes ressources sur l'art de la Renaissance et du Baroque, dont environ 200 livres sur Raphaël, est léguée à la Courtauld Library.
Cinq ans après avoir échoué à devenir directeur du Courtauld Institute, John Shearman retourne à Princeton, où il a été président du département d'art et d'archéologie à partir de 1979. John Shearman déménage à l'université Harvard en 1987 comme professeur de beaux-arts et, en 1989, il obtient la chaire William Dorr Boardman, devenant ainsi président du département des beaux-arts de 1990 à 1993. En 1994, et jusqu'à sa retraite en 2002, il est nommé professeur d'université Charles Adams,,.
Souvent impliqué dans l'identification et la conservation des œuvres d'art, John Shearman travaille avec les autorités italiennes et vaticanes sur des questions telles que les dommages causés par l'inondation de l'Arno à Florence en 1966 et la restauration des fresques de la chapelle Sixtine,, en tant que membre de la Commission consultative pontificale. Il fait également  partie du comité consultatif international de l'UNESCO pour la restauration de La Cène de Léonard de Vinci, qui dure plus de vingt ans, de 1979 à 1999. En tant que conservateur, il supervise même la restauration de la Faculty Room lorsqu'il est à Harvard.
En 2001, il identifie un retable d'Andrea del Sarto qui avait été perdu pendant 350 ans. Il fait également partie de divers comités de rédaction, dont The Burlington Magazine (1968-2003), L'Arte (1969-73), Art Quarterly (1969-72), RILA/BHA (1971-99), Art 562 Benjamin Paul History (1977-78) et la Zeitschrift für Kunstgeschichte (1984-1989).
Son livre Raphael in Early Modern Sources 1483 to 1600, dont il avait annoncé la préparation lors d'une conférence organisée en l'honneur du cinq centième anniversaire de Raphael à la Bibliotheca Hertziana de Rome en 1983, a été achevé peu avant sa mort et publié à titre posthume en 2003. La dédicace du livre à ses professeurs à la Courtauld, Anthony Blunt et Johannes Wilde, reflète, comme l'a dit Benjamin Paul dans sa nécrologie pour la British Academy, que John Shearman « a bouclé la boucle et a véritablement achevé l'œuvre de sa vie ». Un mélanges, judicieusement intitulé Coming About... a Festschrift for John Shearman, faisant référence à l'amour de John Shearman pour la voile, a été publié en 2001 avec les contributions de pas moins de cinquante-trois de ses étudiants, honorant son statut de « savant-enseignant parfait ».

### Vie personnelle
John Shearman s'est marié trois fois : en 1957 avec Jane Dalrymple Smith (d.1982) avec qui il a quatre enfants (un fils, Michael et trois filles, Juliet, Niccola et Sarah). Peu après la mort de sa première femme, il épouse Sally Roskill, la première femme de l'historien de l'art Mark Roskill, bien qu'ils aient divorcé en 1997, et, en 1998, il épouse une autre historienne de l'art, Kathryn Brush, professeure émérite de l'université de Western Ontario.
Il est un passionné de voile, intéressé par la navigation en yacht et en dériveur, et membre du Bembridge Sailing Club.
John Shearman est décédémeurt d'une crise cardiaque près de Lethbridge, en Alberta, lors de vacances avec sa femme dans les Rocheuses en 2003.

## Honneurs
- 1976 Membre de l'Académie britannique
- 1979 Médaille Serena pour les études italiennes, British Academy
- 1979 Fellow Accademia del Disegno, Florence[23]
- 1983 Médaille de bronze du Collège de France[14]
- 1993 Fellow de l'Académie américaine des arts et des sciences[24]
- 1994 Prix Charles Rufus Morey pour son livre Only Connect : Art and the Spectator in the Italian Renaissance[25]
- 1995 Fellow Accademia si San Luca, Rome[23]
- 2000/2001 Honorary Fellow du Courtauld Institute of Art[12]
- Il a également été membre de l'Accademia Raffaello (Urbino)[16].

## Publications
Ses publications comprennent :
- Andrea del Sarto Oxford: Clarendon Press, 1965
- Mannerism, London, Penguin/Baltimore, MD, 1967
- Raphael's Cartoons in the Collection of Her Majesty the Queen, and the Tapestries for the Sistine Chapel. London: Phaidon, 1972; edited, and Hirst, Michael. Wilde, Johannes.
- The Vatican Stanze : Functions and Decorations. British Academy Italian Lecture 1971. London: Oxford University Press, 1972
- Michelangelo: Six Lectures. New York: Oxford University Press, 1978
- The Early Italian Pictures in the Collection of Her Majesty the Queen, Cambridge, UK: Cambridge University Press, 1983
- Only Connect: Art and the Spectator in the Italian Renaissance, A. W. Mellon lectures in the Fine Arts 1988 Bollingen Series 35, 37. Princeton, NJ: Princeton University Press, 1992
- Raphael in Early Modern Sources 1483–1602, 2003, Yale University Press,  (ISBN 0-300-09918-5) (Updated edition)